# Нуху-Нур (озеро)
Нуху-Нур (бур. Нүхэн нуур — яма-озеро) — озеро в Баяндаевском районе Иркутской области.

## Географическое положение
Располагается в районе одноимённой деревни в 13 километрах на север от устья реки Анга посреди степи.

## Происхождение названия
Название Нуху-Нур в переводе с бурятского означает яма-озеро, озеро с провалом. Это название связано с географическими характеристиками водоёма: он имеет довольно высокие берега.

## Географические характеристики
Озеро имеет небольшие размеры — порядка 200 метров в поперечнике. Котловина представляет собой овальное углубление. Наибольшая глубина озера по официальным данным составляет 18 метров, однако, по словам местных жителей, она достигает больших значений. Солёное. Озеро никогда не пересыхает и, вероятно, имеет грунтовое питание. Вода и грязи озера имеют довольно высокую температуру, что объясняется наличием горячих источников. По происхождению озеро, возможно, метеоритное или карстовое.

### Лечебные грязи
Озеро богато лечебными грязями, насыщенными сероводородом, целебные свойства которых подтверждают учёные. Анализ свойств грязей проводился в 1985 и 1996 годах Иркутским НИИ, в 2006 году — учёные из Томска. Нуху-Нурская грязь лечит заболевания опорно-двигательного аппарата, периферической нервной системы, верхних дыхательных путей, женской половой системы. По своим свойствам она напоминает грязь с крымского курорта Саки. В населённом пункте Нагалык работает санаторий, в котором активно используются грязи Нуху-Нура. Отработанная грязь возвращается обратно в озеро, несколько месяцев спустя она регенерируется.

## Флора и фауна
В связи с высокой солёностью озера в нём обитают только мелкие членистоногие.

## Легенды и предания
В бурятском шаманизме озеро считается священным. В заборе грязи из озера всегда участвует шаман, который брызгает в сторону озера и просит у него разрешения на изъятие грязи. Ежегодно шаманы просят у хозяина водоёма здоровья, благополучия и чтобы не бушевал. Раз в три года на озере совершается крупный молебен.
По легенде, озеро соединено подземными тоннелями с озером Ордынским, располагающимся в Эхирит-Булагатском районе. Местные жители рассказывают об утонувшем в озере жеребце или двух жеребцах-сиамских близнецах, затонувших в озере, которых позже нашли в районе озера Ордынское. Есть также городская легенда о мужчине, который, пытаясь переплыть озеро, скрылся в толще воды, а позже был найден живым и невредимым в посёлке Усть-Ордынский.

## Экология
В настоящее время озеро огорожено с целью не подпустить к нему скот, что может повлечь его загрязнение.